# 湖北省 (汪兆銘政権)
湖北省（こほく-しょう）は汪兆銘政権に存在した省。

## 沿革
1940年（民国29年）10月3日、汪兆銘政権の中央政治委員会第22次会議により武昌に湖北省政府を設置することが決定し、下部に武昌、鄂城、嘉魚、蒲圻、咸寧、大治、陽新、漢陽、漢川、黄陂、黄岡、浠水、蘄春、広済、応城、鍾祥、京山、潜江、天門、荊門、当陽、宜昌、監利、江陵、鄂北、鄂南、応山、雲夢、崇陽、通山、麻城、随県、安陸、岳陽、臨湘、信陽の39県及び礼山、宜都、枝江、通城の4県の一部を管轄した。
同会議により漢口を院轄市と定めたが、1943年（民国32年）10月19日の行政院代183次会議により省轄市に改編され、湖北省の管轄とされた。

## 歴代省政府主席・省長

### 省長
- 何佩瑢：1940年3月30日 - 10月5日

（中華民国維新政府から継続して留任）

### 省政府主席
- 何佩瑢：1940年10月5日 - 1942年6月7日〔毒殺〕
- 楊揆一：1942年6月28日 - 1943年1月20日

### 省長
- 楊揆一：1943年1月20日 - 1945年3月3日
- 葉蓬：1945年3月3日 - 〔8月、廃止〕